# ستيفانيا تشيبا
ستيفانيا تشيبا (بالإيطالية: Stefania Chieppa)‏ مواليد 5 أبريل 1983 في تورينو، هي لاعبة كرة مضرب إيطالية بدأت مسيرتها كمحترفة سنة 1999 تلعب باليد اليمنى. أعلى تصنيف لها كان 359.

## روابط خارجية
- ستيفانيا تشيبا على موقع رابطة محترفات التنس (الإنجليزية)
- ستيفانيا تشيبا على موقع الاتحاد الدولي لكرة المضرب (الإنجليزية)
- ستيفانيا تشيبا على موقع خلاصة التنس.كوم (الإنجليزية)